# Claver Nuwinkware
Pierre-Claver Nuwinkware (en kirundi: Petro Claveri Nuwinkware; f. 1972) fue un político y jurista burundés, que se desempeñó como Ministro de Justicia y Ministro de Asuntos Sociales de Burundi.

## Primeros años
Nacido en la entonces colonia belga de Ruanda-Urundi, era étnicamente hutu. Fue educado en escuelas católicas.

## Carrera política
Estaba afiliado al partido político Unión para el Progreso Nacional (UPRONA), liderado por el príncipe Louis Rwagasore. Tras la victoria del partido en las elecciones generales de septiembre de 1961, Rwagasore se convirtió en primer ministro de Burundi y formó un gobierno, dentro del cual Nuwinkware fue nombrado Ministro de Justicia. Tan solo una semanas después, Rwagasore fue asesinado en un complot urdido por políticos opositores y fue reemplazado por André Muhirwa (De etnia Ganwa, parte del grupo étnico tutsi más amplio), quien trabajó para evitar que los hutus ganaran influencia en el gobierno. A pesar de esto, Nuwinkware siguió siendo un miembro leal de su gabinete. En su calidad de Ministro, firmó la orden de promulgación de la Constitución del Reino de Burundi de 1962, junto con el Rey Mwambutsa IV y el primer ministro Muhirwa. Mwambutsa intentó intervenir en la política nacional para moderar las divisiones étnicas y políticas, pero Nuwinkware se resistió, provocando la ira del Rey.
A finales de febrero de 1963, el líder político hutu Paul Mirerekano fue arrestado por orden del Fiscal General, pero Nuwinkware ordenó su liberación el 1 de marzo. El Ministerio de Justicia también publicó un folleto en homenaje a Rwagasore, del que, según informes, fue su autor. El gobierno de Muhirwa colapsó ese mismo año y en junio Pierre Ngendandumwe formó un gobierno con Nuwikware como Ministro de Asuntos Sociales. Tras la destitución de Ngendandumwe en junio de 1964 y la llegada al poder de Albin Nyamoya, Nuwinkware se mantuvo en la misma cartera. En septiembre de 1964 fue nombrado miembro del Comité Central de la UPRONA, y en enero de 1965, Ngendandumwe formó un nuevo gobierno con Nuwinkware como Ministro de Justicia, pero poco después fue asesinado. Su sucesor, Joseph Bamina, mantuvo a Nuwinkware en el cargo hasta marzo del mismo año. Con respecto al asesinato de Ngendandumwe ordenó el arresto de más de cuarenta críticos al gobierno, sospechosos del magnicidio.
Tras las elecciones generales de mayo de 1965, fue elegido para ocupar un escaño en el Senado. Tras un intento fallido de golpe de Estado por parte de soldados hutus ese mismo año, fue arrestado por el gobierno.

## Vida posterior
Nuwinkware salió de prisión en abril de 1966, pero volvió a ser detenido brevemente en agosto. Luego encontró empleo en la Universidad Oficial de Buyumbura, trabajando como su director administrativo. Estando en este cargo, durante la violencia genocida de 1972, en mayo fue arrestado por el gobierno por presunta subversión y posteriormente ejecutado.